# Guildford, New South Wales
Guildford este o suburbie în Sydney, Australia.